# Пейман Кешаварзі Назарлу
Пейман Кешаварзі Назарлу (перс. پیمان کشاورزی نظرلو, нар. 6 березня 1995, Шабестар) — іранський футболіст, захисник азербайджанської команди Прем'єр-ліги «Сабаїл».

## Кар'єра
Починав в академії іранської команди «Трактор Сазі». Він був підвищений до першої команди в 2014 році і провів 1 гру. Він провів 5 років, граючи в Ірані разом pf «Трактор Сазі», «Естеглал Ахваз» та «Машін Сазі». У 2019 році він приєднався до азербайджанської команди «Сумгаїт».
В даний час він виступає в Азербайджані за «Сабаїл».

## Досягнення
- Віце-чемпіон Ірану: 2014-15
- Фіналіст Кубка Азербайджану: 2018-19